# Kanton Nogent-sur-Seine
Der Kanton Nogent-sur-Seine ist ein französischer Wahlkreis im Département Aube in der Region Grand Est. Er umfasst 23 Gemeinden im Arrondissement Nogent-sur-Seine und hat sein bureau centralisateur in Nogent-sur-Seine. Im Rahmen der landesweiten Neuordnung der französischen Kantone wurde er im Frühjahr 2015 erweitert.

## Gemeinden
Der Kanton besteht aus 23 Gemeinden mit insgesamt 16.366 Einwohnern (Stand: 1. Januar 2022) auf einer Gesamtfläche von 294,79 km²:
| Gemeinde                  | Einwohner 1. Januar 2022 | Fläche km² | Dichte Einw./km² | Code INSEE | Postleitzahl |
| ------------------------- | ------------------------ | ---------- | ---------------- | ---------- | ------------ |
| Barbuise                  | 447                      | 18,09      | 25               | 10031      | 10400        |
| Bouy-sur-Orvin            | 54                       | 6,70       | 8                | 10057      | 10400        |
| Courceroy                 | 147                      | 6,69       | 22               | 10106      | 10400        |
| Ferreux-Quincey           | 405                      | 15,32      | 26               | 10148      | 10400        |
| Fontaine-Mâcon            | 618                      | 16,01      | 39               | 10153      | 10400        |
| Fontenay-de-Bossery       | 70                       | 8,40       | 8                | 10154      | 10400        |
| Gumery                    | 220                      | 10,92      | 20               | 10169      | 10400        |
| La Louptière-Thénard      | 300                      | 13,68      | 22               | 10208      | 10400        |
| La Motte-Tilly            | 369                      | 11,59      | 32               | 10259      | 10400        |
| La Saulsotte              | 681                      | 18,93      | 36               | 10367      | 10400        |
| La Villeneuve-au-Châtelot | 148                      | 6,17       | 24               | 10421      | 10400        |
| Le Mériot                 | 617                      | 12,60      | 49               | 10231      | 10400        |
| Marnay-sur-Seine          | 235                      | 10,10      | 23               | 10225      | 10400        |
| Montpothier               | 329                      | 7,72       | 43               | 10254      | 10400        |
| Nogent-sur-Seine          | 5.673                    | 20,08      | 283              | 10268      | 10400        |
| Périgny-la-Rose           | 160                      | 6,86       | 23               | 10284      | 10400        |
| Plessis-Barbuise          | 183                      | 5,50       | 33               | 10291      | 10400        |
| Pont-sur-Seine            | 1.117                    | 16,15      | 69               | 10298      | 10400        |
| Saint-Aubin               | 591                      | 17,76      | 33               | 10334      | 10400        |
| Saint-Nicolas-la-Chapelle | 75                       | 11,54      | 6                | 10355      | 10400        |
| Soligny-les-Étangs        | 259                      | 15,94      | 16               | 10370      | 10400        |
| Traînel                   | 1.064                    | 19,99      | 53               | 10382      | 10400        |
| Villenauxe-la-Grande      | 2.604                    | 18,05      | 144              | 10420      | 10370        |
| Kanton Nogent-sur-Seine   | 16.366                   | 294,79     | 56               | 1007       | –            |

Bis zur landesweiten Neuordnung der französischen Kantone im März 2015 gehörten zum Kanton Nogent-sur-Seine die 16 Gemeinden Bouy-sur-Orvin, Courceroy, Ferreux-Quincey, Fontaine-Mâcon, Fontenay-de-Bossery, Gumery, La Louptière-Thénard, La Motte-Tilly, Le Mériot, Marnay-sur-Seine, Nogent-sur-Seine, Pont-sur-Seine, Saint-Aubin, Saint-Nicolas-la-Chapelle, Soligny-les-Étangs und Traînel. Sein Zuschnitt entsprach einer Fläche von 213,47 km2. Er besaß vor 2015 den INSEE-Code 1016.

## Politik
| Vertreter im Departementrat | Vertreter im Departementrat       | Vertreter im Departementrat |
| Amtszeit                    | Namen                             | Partei                      |
| --------------------------- | --------------------------------- | --------------------------- |
| 2015–                       | Gérard Ancelin Bernadette Garnier | DVD                         |